# Duanfang
Duanfang var en manchuisk statsman under den sena Qingdynastin.
Duanfang tillhörde en gammal hankinesisk släkt som tidigt gick över till den manchuiska Qingdynastin och därför adopterades som en manchuisk klan i de Åtta fänikorna. Duanfang höll en rad mindre positioner under 1880-talet, men blev senare indragen i Kang Youweis reformsrörelse 1898. Han lyckades undgå bestraffning när reformrörelsen undetrycktes av Cixi och blev senare anlitad under den sena Qingdynastins konstitutionella reformrörelse.
Duanfang besökte i april 1906 Stockholm som chef för stor kinesisk studiekommission sänts till Europa. Som vicekung i Yangtze-området visade han mycken duglighet och sökte ärligt verka för reformer i förvaltningen och för landets ekonomiska uppryckning.
När 1911 års revolution utbröt, blev han, trots sin bakgrund som reformivrare, såsom manchu föremål för antimanchuiska attacker och han mördades av plundrande soldater.